# Dark ride

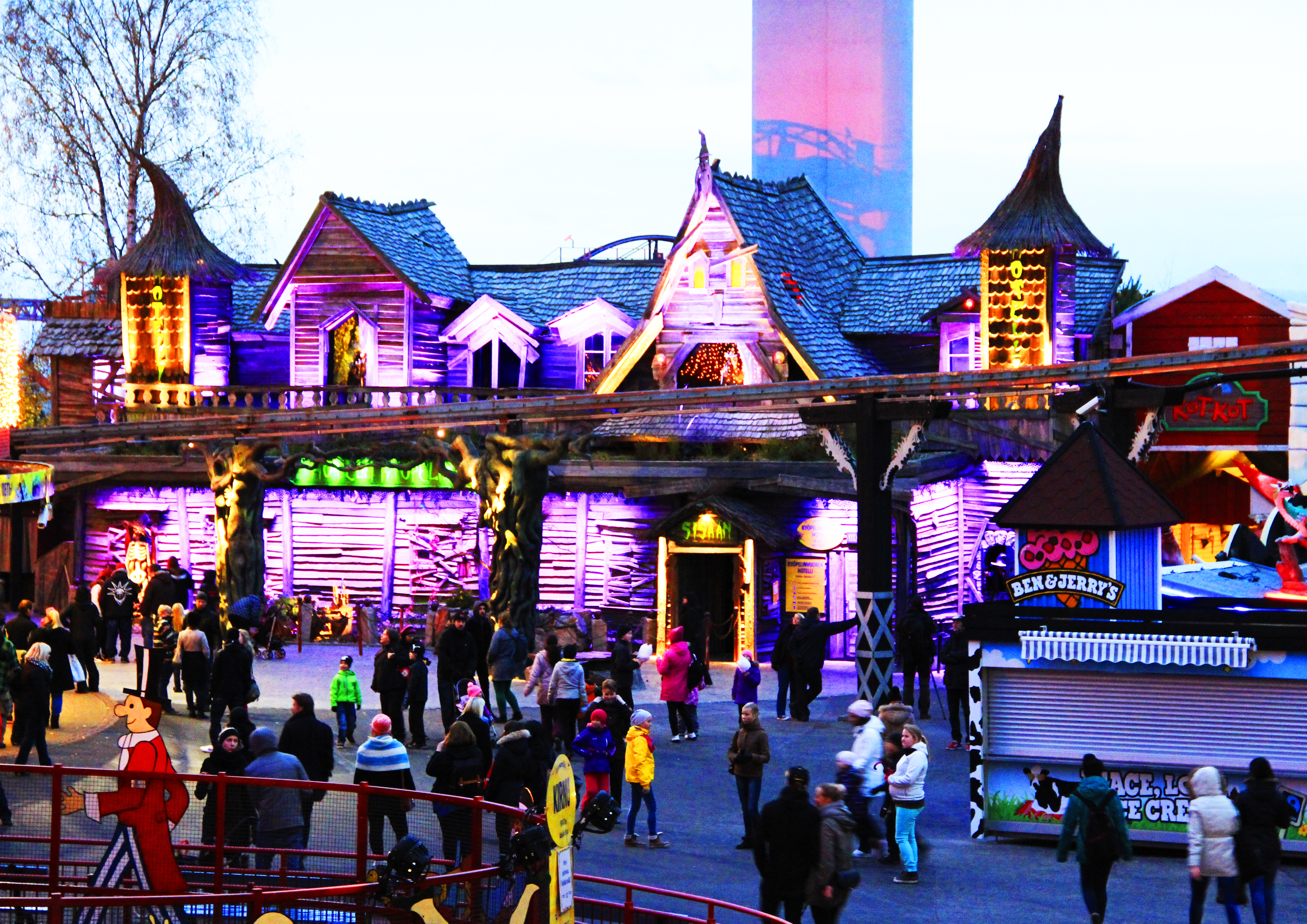
Kyöpelinvuoren hotelli (literalmente "Hotel de la montaña fantasma"), una dark ride en el parque de atracciones Linnanmäki en Helsinki, Finlandia

Una dark ride (traducción literal del inglés: atracción oscura o paseo oscuro) es un tipo de atracción bajo techo en el que los pasajeros —a bordo de vehículos con un recorrido fijo— viajan a través de escenas especialmente iluminadas que normalmente contienen animatrónica, sonido, música y efectos especiales.  Apareciendo ya en el siglo XIX, actualmente tales exhibiciones pueden incluir elementos tan diversos como túneles de amor, trenes fantasma, atracciones acuáticas, juegos de disparos, historias de terror o de ficción interactiva.